# 小行星8423
小行星8423，又称为澳门星，是由中国国家天文台兴隆观测基地进行的北京天文台施密特CCD小行星计划在1997年1月11日发现的主带小行星。
小行星8423在1998年10月5日正式以澳门命名。